# Anquela del Ducado
Anquela del Ducado ist ein Ort und eine Gemeinde (municipio) mit 50 Einwohnern (Stand: 2024) im Osten der Provinz Guadalajara in der Autonomen Gemeinschaft Kastilien-La Mancha in Zentralspanien. Neben dem namensgebenden Hauptort Anquela del Ducado gehört die Ortschaft Tobillos zur Gemeinde.

## Lage und Klima
Anquela del Ducado liegt im Iberischen Gebirge im Osten der Provinz Guadalajara in einer Höhe von 1130 m. Die Entfernung zur westsüdwestlich gelegenen Provinzhauptstadt Guadalajara beträgt ca. 75 Kilometer (Fahrtstrecke). Das Klima ist warm und gemäßigt, Niederschlag fällt über das Jahr verteilt (insgesamt 519 mm).

## Bevölkerungsentwicklung
| Jahr      | 1960 | 1970 | 1981 | 1991 | 2001 | 2011 | 2021 |
| Einwohner | 327  | 180  | 111  | 80   | 86   | 87   | 63   |

## Sehenswürdigkeiten
- Kirche Mariä Himmelfahrt in Anquela del Ducado
- Johannes-der-Täufer-Kirche in Tobillos

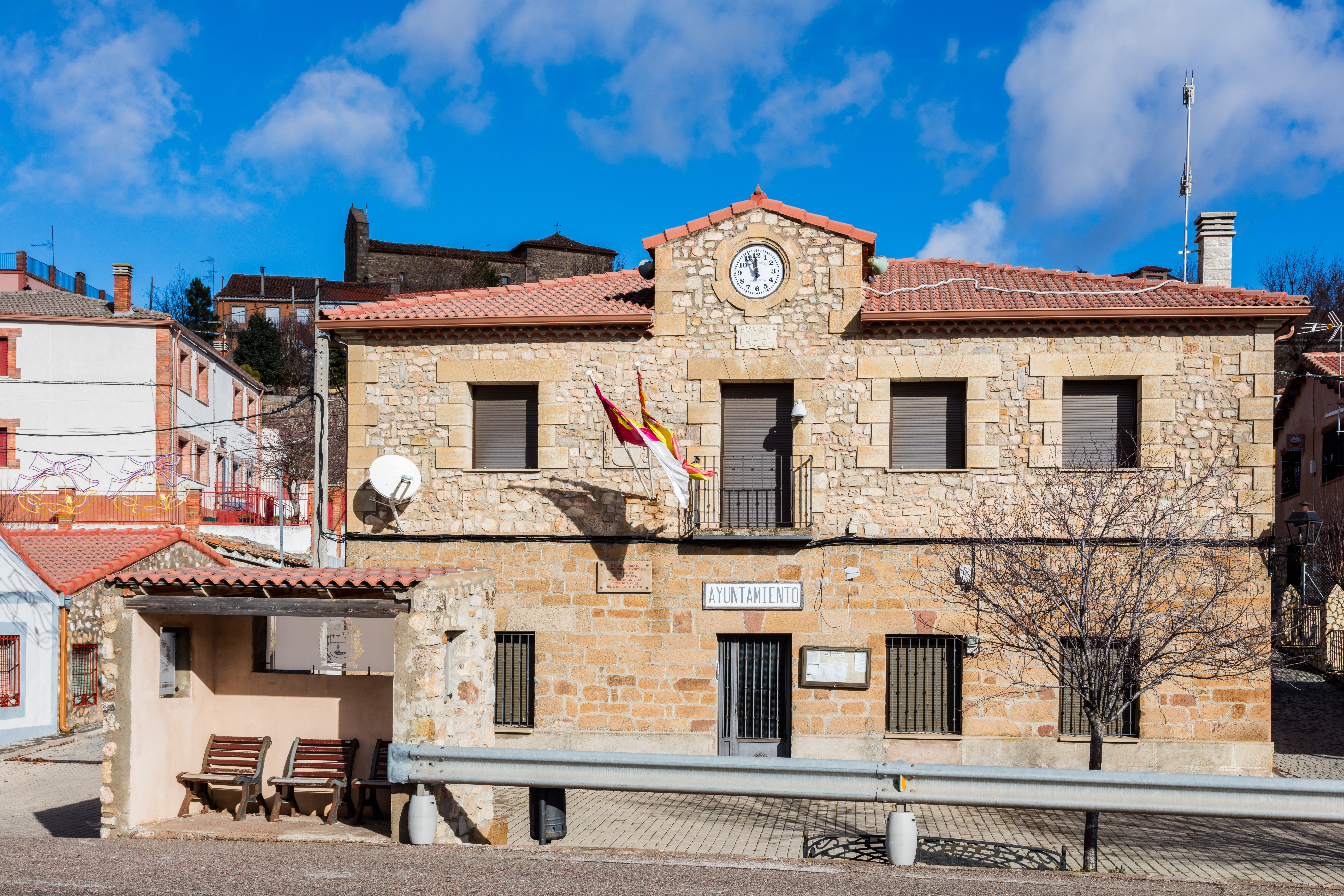
Rathaus

- Rathaus